# مارينو شارليا
مارينو شارليا مواليد 13 يناير 1989 في زغرب، هو لاعب كرة سلة كرواتي. بدأ مسيرته الاحترافية في سنة 2007. يلعب مع نادي زغرب لكرة السلة في الدوري الكرواتي لكرة السلة الدرجة الأولى كلاعب وسط. يبلغ طوله 6 قدم 10 بوصة (2.1 م).

## المسيرة الاحترافية
لعب مع نادي زغرب لكرة السلة في موسم 2007–2008، ثم لعب مع نادي زادار لكرة السلة في موسم 2009–2010، ثم لعب مع نادي زغرب لكرة السلة في سنة 2014.

## روابط خارجية
- مارينو شارليا على موقع الاتحاد الدولي لكرة السلة (الإنجليزية)
- مارينو شارليا على موقع كرة السلة الأوروبية.كوم (الإنجليزية)
- مارينو شارليا على موقع ريلجم (الإنجليزية)
- مارينو شارليا على موقع بروبوليرز (الإنجليزية)
- مارينو شارليا على موقع سبورتس رفرنس (الإنجليزية)